# JOKER - 死線の果ての道化師 -
『JOKER -死線の果ての道化師-』（ジョーカー しせんのはてのどうけし）は、2012年6月29日にあかべぇそふとすりぃより発売されたアダルトゲーム。
本作は閉鎖された学園においてジョーカーと名乗る人物が殺人ゲームを行う物語で、いわゆるデスゲームものである。人間関係が崩壊しながらの脱出劇が描かれる。

## ストーリー
殺人ゲームの中身は「呪いのカード」を配布された人物はジョーカーに消されてしまい、助かるには誰にも気づかれないようにカードを誰かに押し付けるという理不尽なものである。それに際する嘘と裏切り、人間関係が崩壊する、犯される少女たち、磨耗していく精神、学園からの脱出劇が描かれる。

## 登場人物

### 主人公
志村 零（しむら れい）
声 - なし
本作の主人公である少年。彼の「志村零」以外の名前が設定可能。
今回のデスゲームの舞台となる学園（生徒は制服を着用している）の学生である。
性格は、マイペースでとらえどころのなく道化のようである。ここぞという時に頑なで実直な部分もある。倫理観はやや脆弱。口数は多いが独り言も少なくなく、時々危ない人っぽいことも。基本的には根が人なつっこい。
上記の頑なで実直で部分に加え、空気は割と読むことが可能。彼は憎めないタイプである。
神楽坂憩とは幼馴染で共に長い時間を過ごしてきた家族以上の関係である。また、恋里には片思いされている。
なお、彼にはある建物とは過去に因縁が存在する。
ひなげしが和久井に片思いしている事を知っている。
彼は今回の事件であるデスゲームに他の生徒達と共に巻き込まれる。

### 代表人物
神楽坂 憩（かぐらざか いこい）
声 - 白井春乃
主人公と幼馴染の美少女。
神秘的で近寄りがたい雰囲気を持っている。
鹿苑寺 光（ろくおんじ ひかる）
声 - ほうでん亭ガツ
去年の頭に零たちの学園にやってきたばかりの新任の教師である男。謎が多い。
性格は人を食ったような人物である。
才樹々 恋里（さいきぎ れんり）
声 - 蒼月芽衣
零に片思いする少女。性格は、おとなしくおどおどしている。
九龍 朱比香（くりゅう すぴか）
声 - 紺野澄香
元文芸部所属である少女。文学少女でもある。
桧森椎（ひもり しい）
声 - 青山ゆかり
少女。以前は一匹狼のような存在だったらしい。皐月の姉である。
小春日 ひなげし（こはるび ひなげし）
声 - 三代眞子
少女。性格はいつもつんけんしているが、根は優しいらしく、情にも厚いらしい。
和久井に片思いしているらしく、零はその事を知っている。
和久井 敦司（わくい あつし）
声 - 石川ゆうすけ
人望のある少年。ひなげしから片思いされている。
相沢 はじめ（あいざわ はじめ）
声 - 籐野らん
少年。1年前の転校生。
忍川 亜麻祢（おしかわ あまね）
声 - RINA
恋里の親友である少女。
桧森 皐月（ひもり さつき）
声 - 桐谷華
椎の妹である少女。ある理由から椎に憎しみを持っている。
日屡間臥楽（ひるま がらく）
声 - 野次馬根性
ジョーカーによって選定された隔離された学園の学園長である男。
いくつか傷跡があり、髪が一部黄色である（染めているのか別の理由かは不明）。
実行犯的な役割を任されている。
ジョーカー
声 - 魁皇楽
学園生徒を謎の施設へと押し込めた張本人にして死のゲームのゲームマスター。

### その他の人物
カチューシャをした少女
カチューシャをしている少女。
血まみれの女
零達の学校の制服ではない服を着ている女。
刃物を持っており、顔や服などに多くの返り血を浴びており、左手で近くにいる生死不明の人物の右手を掴んでいる。

## 制作
原画は、本作が単独でのフルプライス作品への参加となるおりょうが担当した。おりょうがTGSmartとのインタビューで話したところによると、初めて原画を描いたのはモブキャラクターの凌辱場面だったとされている。
おりょうはインタビューの中で「ゲーム内容がダークなテイストだったのですが、それまではそういう"痛そうな絵"を描いたことがなかったため大変でした。」と話しており、悲痛な表情を一生懸命描いたとも振り返っている。

## 場所
教室
一般的な学園にある教室。室内の各種の備品は使いこまれた跡はないらしい。
ホール
この場所の床は複数の白の四角の模様・黒の四角の模様で構成されている。スクリーンが設置されている。

## スタッフ
- 企画・シナリオ：小山田伸
- キャラクターデザイン・原画：おりょう
- 音楽：Barbarian On The Groove
- ムービー：神月社
- 主題歌「Jester No Reason」（作詞・作曲・編曲：wight、歌：いとうかなこ）
- 挿入歌（作詞・作曲・編曲：西坂恭平、歌：片霧烈火）
- EDテーマ（作詞・作曲・編曲：西坂恭平、歌：片霧烈火）